# Юзеф Сосновський
Юзеф Сосновський (пол. Józef Sosnowski) — львівський архітектор та будівничий. 

## Життєпис
У 1895—1924 роках був членом Політехнічного товариства у Львові. У 1901—1902 роках належав до правління товариства, виконуючи функцію заступника секретаря. 1905 року входив до складу журі конкурсу проєктів будинку Політехнічного товариства у Львові.

## Доробок
- В 1900 році звернувся до міської управи Львова про дозвіл на будівництво приватної двоповерхової кам’яниці у Львові (нині — пам'ятка архітектури «Житловий будинок 1901—1907 рр.»). В 1901 році була збудована перша його частина (за участі власника будівельної фірми та архітектора Івана Левинського). В 1907 був добудований наріжний будинок. Його довгий бічний фасад з чотирикутною вежею надає будівлі схожості з замком[4].

- У 1902 році брав участь (разом з Іваном Левинським та Альфредом Захаревичем) у спорудженні головного залізничного вокзалу у Львові[5].

- У 1906—1907 роках Сосновський, спільно із Захаревичем, спорудив «Польський академічний дім» у Львові у закопанському стилі на нинішній вулиці Герцена 7[6]. Обидва архітектори від 1903 року входили до комітету будівництва. Окрім архітектурної частини розробили проєкт умеблювання.[7].

- Будинок Теодора Балабана на вулиці Галицькій, 21 у Львові. Проєкт, виконаний спільно із Захаревичем у 1908—1909 роках. Будівництво завершено 1910 року. Скульптурне оздоблення Зигмунта Курчинського. Дім є однією з найкращих пам'яток архітектури модерну у Львові[8].

- Будинок страхової компанії «Assicurazioni Generali»[it][9] на вулиці Коперника, 3 у Львові. Спорудженню передували два проєкти від 1908 і 1910 років. Співавтор Альфред Захаревич, керував спорудженням Антоній Рудольф Фляйшль. Скульптурний декор Зигмунта Курчинського[10].

- Кам'яниця, споруджена у 1908—1909 роках на вулиці Левинського, 1 у Львові[11].

- вілла на вулиці Метрологічній, 8 у Львові. Проєкт, виконаний спільно з Альфредом Захаревичем у 1909—1910 роках. Будівництво завершено 18 жовтня 1911 року[12]

- Реконструкція та надбудова сходових кліток  Великої міської синагоги, перебудова даху над ними. Проєкт створений 1910 року спільно з Альфредом Захаревичем[13].

- Приватна гімназія Софії Стшалковської на вулиці Зеленій, 22 у Львові. Проєкт фірми Сосновського і Захаревича реалізований до 1913 року. В основу лягло планування, запозичене з попереднього проєкту авторства Ігнатія Кендзерського та Адама Опольського, затвердженого 1911 року[14].

- Будинок Галицького акційного купецького банку на вулиці Галицькій, 19 у Львові. Споруджений за проєктом Сосновського і Захаревича, затвердженим 1913 року. Керував спорудженням Ян Шульц. Він же вніс деякі зміни до проєкту, затверджені додатковим планом від 1916 року[15].

- Реставрація спільно з Альфредом Захаревичем костелу домініканців Львова у 1905-1914 роках[16].

- Триповерхова будівля колишньої Ґрюнвальдської бурси польського Товариства народних шкіл для учнів середніх навчальних закладів та ремісничої молоді, збудованої при нинішній вулиці Йосипа Сліпого, 33 у 1909—1910 роках за проєктом архітектора Альфреда Захаревича та участю Адольфа Піллера і Юзефа Сосновського.